# Нур-3
«Нур-3» (урду نور 3‎, англ. Noor-3, «Свет-3») — иранский разведывательный спутник. Третий спутник, запущенный по программе «Нур».
Запуск спутника был выполнен воздушно-космическими силами Корпуса стражей исламской революции со стартового комплекса LC-1 космодрома Шахруд. Запуск ракеты-носителя Касед произошёл в 6:00 UTC 27 сентября 2023 года. Период обращения спутника 93,6 мин, наклон орбиты 60,02°, 446,01×461,83 км. Космический аппарат представляет собой кубсат размерностью 6U.
По заявлению Министра связи и информационных технологий Ирана Исы Зарепура задача спутника это фотографирование поверхности Земли в целях народного хозяйства.
Президент Ирана Ибрахим Раиси поздравил с успешным запуском спутника:
Производство и вывод иранского спутника «Нур-3» на орбиту в 450 км от Земли с использованием иранского спутникового носителя «Касед» ещё раз показали, что угрозы и санкции не влияют на решимость наших молодых учёных способствовать прогрессу исламского Ирана.
Несмотря на отсутствие официальных сообщений о готовящемся запуске, он не стал совершенно неожиданным: Иран в течение нескольких месяцев намекал на возможность запуска космического аппарата.